# Rhyncomya speciosa
Rhyncomya speciosa är en tvåvingeart som först beskrevs av Friedrich Hermann Loew 1844.  Rhyncomya speciosa ingår i släktet Rhyncomya och familjen Rhiniidae. Inga underarter finns listade i Catalogue of Life.